# ᴩ
Cette page contient des caractères spéciaux ou non latins. S’ils s’affichent mal (▯, ?, etc.), consultez la page d’aide Unicode.
Ne doit pas être confondu avec la lettre latine petite capitale P ‹ ᴘ ›.
ᴩ, appelé petite capitale rhô, est une lettre additionnelle de l’écriture latine qui est utilisée dans l’alphabet phonétique ouralien.

## Utilisation
Dans l’alphabet phonétique ouralien utilisé par Setälä ou Sovijärvi et Peltola, la petite capital rhô ‹ ᴩ › représente une consonne roulée uvulaire dévoisé,, notée [ʀ̥] avec l’alphabet phonétique international, par opposition à la lettre minuscule rhô ‹ ρ ›, utilisée par Setälä, ou à la petite capitale r ‹ ʀ ›, utilisée par Sovijärvi et Peltola, représentant une consonne roulée uvulaire voisée.

## Représentations informatiques
La petite capitale rhô peut être représentée avec les caractères Unicode (Extensions phonétiques) suivants :
| formes    | représentations | chaînes de caractères | points de code | descriptions                       |
| --------- | --------------- | --------------------- | -------------- | ---------------------------------- |
| minuscule | ᴩ               | ᴩ                     | U+1D29         | lettre grecque petite capitale rhô |